# 12-о средно училище „Цар Иван Асен II“
12 средно училище „Цар Иван Асен II“ в София се намира в ж.к. „Яворов“. Патрон на училището е българският цар Иван Асен II.

## История
Училището е създадено на 13 октомври 1959 г. в първия в столицата жилищен комплекс „Ленин“ (жк. „Яворов“), на мястото на паметника на генералите от Руско-турската освободителна война Каталей и Философов (възстановен пред сградата на БТА). Тогава жилищният комплекс се намира в покрайнините на София, а живущите в него ученици посещават най-често училища в други части на града. В началото училището отваря врати под името 38 СОУ, като средно политехническо училище.
От май 1962 г. 12 СПУ „Ленин“ е средно, начално, основно и гимназия, като между 1967 и 1968 г. е техникум по електроника. От 1970 г. е основно училище, а от 1972 г. за 3 години е ЕСПУ, след което отново става основно училище. Освен с техникум по електроника, училището ползва съвместно сградата и отстъпва част от нея на Центъра за усъвършенстване на учителите и на НГДЕК. Създават се условия за обучение и възпитание, реализация и развитие на учениците, поддържа се материално-техническата база на училището.
12 училище успява да защити правото си на самостоятелно развитие и от 1991 г. е вече 12 СОУ „Цар Иван Асен II“. През следващата година обявява прием за паралелки с интензивно изучаване на чужди езици, профилирани паралелки с чуждоезиково обучение и подготвителен клас.
12 СУ „Цар Иван Асен II“ предлага висококачествена подготовка, както в областта на хуманитарните науки, така и в тази на природоматематическите. Дава обучение по балкански езици и се ползва с изграден авторитет като чуждоезикова гимназия. В него се изучават освен обичайните английски, немски, руски, френски, още и гръцки и шведски.